# Ангела Штайнмюллер
Ангела Штайнмюллер (нім. Angela Steinmüller) — німецька письменниця у жанрі наукової фантастики, математикиня.

## Біографія
Народилася 15 квітня 1941 року в Шмалькальдені, Німеччина. Дитячі роки провела в Берліні. Перед вступом до університету працювала стенографісткою та секретаркою. У 1971—1974 роках навчалася на математичному факультеті в Гумбольдтському університет Берліна.
1973 року одружилася з письменником Карлгайнцом Штайнмюллером. Почала свою письменницьку кар'єру у 1980-х, пишучи науково-популярні та футорологічні книги у співавторстві з чоловіком. Їхнім першим спільним твором став роман «Андимон» (1982). У своїх творах подружжя, опираючись на аналіз соціальних механізмів та структур, зображує розвиток людства у космічних масштабах.
Згідно з результатами опитування 1989 року, письменники стали найвідомішими науковими фантастами у Східній Німеччині (НДР). Ба більше, Штайнмюллери тричі ставали лауреатами премії імені Курда Лассвіца у категорії «Найкраще науково-фантастичне оповідання року». У період між 2003 та 2014 роками вийшло повне семитомне видання творів подружжя.

## Твори (вибране)

### Романи
- Andymon (1982) — «Ендимон»;
- Pulaster (1986) — «Пуластер»;
- Der Traummeister (1990) — «Володар снів».

### Збірки
- Windschiefe Geraden (1984) — «Мимобіжні прямі»;
- Der Traum vom Großen Roten Fleck und andere Science-fiction-Geschichten (1985) — «Сон про велику червону пляму»;
- Warmzeit: Geschichten aus dem 21. Jahrhundert (2003) — «Час потепління. Оповідання з 21 століття»;
- Spera: Ein phantastischer Roman in Erzählungen (2004) — «Спера. Фантастичний роман в оповіданнях»;
- Computerdämmerung: Phantastische Erzählungen (2010) — «Занепад комп'ютерів. Фантастичні оповідання».

### Нон-фікшн
- Darwins Welt (2008) — «Дарвінів світ».